# 安尼塔 (印第安納州)
安尼塔（英語：Anita）是位於美國印第安納州約翰遜縣的一個非建制地區。該地的面積和人口皆未知。